# Josep Perpinyà (serraller)
Josep Perpinyà   (segle XIX) fou un serraller modernista especialitzat en reixes, balcons, llums i altres objectes de decoració. Va col·laborar amb Antoni Gaudí a la casa Calvet (1898) i és l'autor del balcó principal de la casa Batlló i de les tanques de forja a l'Hospital de la Santa Creu i Sant Pau (1902-1930), obra de Lluís Domènech i Montaner.